# Percy Lake, Ontario
Percy Lake är en sjö i Kanada.   Den ligger i countyt Haliburton County och provinsen Ontario, i den sydöstra delen av landet, 210 km väster om huvudstaden Ottawa. Percy Lake ligger 374 meter över havet. Arean är 5,1 kvadratkilometer. Den sträcker sig 4,0 kilometer i nord-sydlig riktning, och 3,8 kilometer i öst-västlig riktning.
I omgivningarna runt Percy Lake växer i huvudsak blandskog. Runt Percy Lake är det mycket glesbefolkat, med 3 invånare per kvadratkilometer.